# 2012年夏季殘疾人奧林匹克運動會混合團體公路自行車接力賽
2012年夏季殘疾人奧林匹克運動會的混合團體公路單車接力賽會於9月8日在布兰兹哈奇赛道舉行，本項目只有1個由4個運動級別合併而成的混合級別，共產生1面金牌。每支隊伍將會由3名隊員組成，並進行合共6個圈的比賽。

## 比賽分級
單車比賽的選手會根據他們殘障的種類及程序分級，以確保選手們能夠與殘障程度相似的選手比賽。
本項目的殘障分級如下：
- H1-4：因不同原因的殘障而影響下肢，需要使用躺臥式手動單車比賽。數字愈細，殘障程度愈大。

## 賽程
所有時間為英國夏令時間 (UTC+1) 
| 日期   | 時間  | 階段       |
| ------ | ----- | ---------- |
| 9月8日 | 17:45 | H1-4級決賽 |

## 比賽成績
| 排名 | 選手 | 時間 | 總時間 |
| ---- | ---- | ---- | ------ |

## 外部連結
- 2012年殘奧會單車比賽時間表（英文）